# Quyền LGBT ở Thụy Điển
Quyền đồng tính nữ, đồng tính nam, song tính và chuyển giới (tiếng Thụy Điển: homosexuella, bisexuella, trans- och queerpersoner) ở Thụy Điển được coi là một trong những tiến bộ ở châu Âu và trên thế giới. Hoạt động tình dục đồng giới đã được hợp pháp hóa vào năm 1944 và tuổi đồng ý đã được cân bằng vào năm 1972. Đồng tính luyến ái được loại khỏi danh sách bệnh tâm thần vào năm 1979. Thụy Điển cũng trở thành quốc gia đầu tiên trên thế giới cho phép người chuyển giới thay đổi hợp pháp bài giới tính - chuyển đổi giới tính vào năm 1972 trong khi chuyển đổi giới tính được giải mật là một căn bệnh. Chuyển đổi giới tính đã được giải mật là bệnh tâm thần vào năm 2017 và luật pháp cho phép thay đổi giới tính một cách hợp pháp mà không cần điều trị thay thế hormone và phẫu thuật xác định lại giới tính đã được thông qua vào năm 2013. Sau khi cho phép các cặp đồng giới đăng ký lợi ích hợp tác vào năm 1995, Thụy Điển trở thành quốc gia thứ bảy trên thế giới hợp pháp hóa hôn nhân đồng giới trên toàn quốc vào năm 2009. Phân biệt đối xử dựa thóa xu hướng tính dục và bản sắc và biểu hiện giới đã bị cấm từ năm 1987. Ngoài ra, kể từ năm 2003, các cặp đồng tính nam và đồng tính nữ có thể nhận con nuôi, và các cặp đồng tính nữ có quyền truy cập IVF và thụ tinh được hỗ trợ từ năm 2005. là một trong những quốc gia tự do xã hội ở châu Âu và trên thế giới, với các cuộc thăm dò gần đây cho thấy phần lớn người Thụy Điển ủng hộ quyền LGBT và hôn nhân đồng giới.

## Nghĩa vụ quân sự
Người LGBT không bị cấm tham gia nghĩa vụ quân sự. Thụy Điển là một trong số ít các quốc gia trên toàn thế giới cho phép người LGBT tất cả phục vụ công khai trong quân đội. Thụy Điển còn là một trong những quốc gia đầu tiên trên thế giới cho phép người LGBT phục vụ. Trên thực tế, những người đồng tính nam được phép phục vụ ngay cả trước khi Thụy Điển đồng tính hóa đồng tính luyến ái vào năm 1979.
Lực lượng vũ trang Thụy Điển nói rằng nó tích cực hoạt động cho một môi trường nơi các cá nhân không cảm thấy cần phải che giấu xu hướng tính dục hoặc bản dạng giới. Vào năm 2015, họ đã phát động một chiến dịch Pride có một người lính mặc đồng phục với lá cờ cầu vồng trên tay cô. Chữ in đậm của văn bản dịch là "Một số điều bạn không cần phải ngụy trang", theo sau là văn bản "Bình đẳng là một thành phần quan trọng trong một nền dân chủ. Trong quân đội, chúng tôi đối xử với nhau một cách tôn trọng và xem sự khác biệt của chúng tôi là một thế mạnh. là một tổ chức bao gồm tất cả những người phục vụ và đóng góp nên cảm thấy được hoan nghênh và tôn trọng".

## Chống phân biệt đối xử
Năm 1987, phân biệt đối xử với người đồng tính nam, đồng tính nữ và song tính đã được đưa vào phần của Bộ luật hình sự liên quan đến phân biệt đối xử vì lý do chủng tộc, v.v. Năm 2008, danh tính hoặc biểu hiện của người chuyển giới đã được thêm vào một mã phân biệt đối xử thống nhất mới có hiệu lực vào ngày 1 tháng 1 năm 2009.
Từ năm 2002, Hiến pháp Thụy Điển đã cấm phân biệt đối xử với lý do "khuynh hướng tình dục". Điều 12 nhà nước:
| “ | Không có hành động nào của pháp luật hoặc quy định khác có thể ám chỉ sự đối xử bất lợi của bất cứ ai vì họ thuộc nhóm thiểu số vì lý do nguồn gốc dân tộc, màu da, hoặc các trường hợp tương tự khác hoặc do khuynh hướng tình dục của họ. | ” |

Cho đến năm 2009, Người thanh tra Thụy Điển chống phân biệt đối xử về căn cứ thiên hướng tình dục (Ombudsmannen mot diskriminering på grund av sexuell läggning) thường được gọi là HomO, là văn phòng Thụy Điển của ombudsman chống lại phân biệt đối xử với lý do khuynh hướng tình dục. Thanh tra chống phân biệt đối xử trên cơ sở thiên hướng tình dục đã không còn tồn tại vào ngày 1 tháng 1 năm 2009; nó đã được hợp nhất với các Thanh tra viên khác để chống phân biệt đối xử vào một cơ thể mới: Thanh tra viên phân biệt đối xử. Các hành vi trước đây chống phân biệt đối xử cũng được thay thế bằng một hành vi phân biệt đối xử mới.
Thuật ngữ HomO được sử dụng cả để chỉ văn phòng và chức danh người đứng đầu diễn xuất do chính phủ chỉ định; HomO cuối cùng là Hans Ytterberg. HomO đã điều tra sự bất bình của các cá nhân và hồ sơ hành động tập thể thay mặt họ, ví dụ như một hành động thành công chống lại chủ nhà hàng ở Stockholm, người đã quấy rối một cặp vợ chồng đồng tính nữ. Văn phòng HomO là chìa khóa trong việc thực hiện một số sáng kiến của riêng mình và đệ trình các đề xuất của quốc hội, chẳng hạn như hợp pháp hóa hôn nhân đồng giới.
Vào ngày 16 tháng 5 năm 2018, Quốc hội Thụy Điển đã bổ sung "bản dạng và biểu hiện của người chuyển giới" vào luật tội phạm kì thị của quốc gia, có hiệu lực về mặt pháp lý kể từ ngày 1 tháng 7 năm 2018. Xu hướng tình dục đã được thêm vào năm 2010. Vào ngày 16 tháng 5 năm 2018, Quốc hội cũng đã bỏ phiếu để thêm "bản dạng và biểu hiện của người chuyển giới" vào luật phát ngôn thù ghét của đất nước, có hiệu lực vào ngày 1 tháng 1 năm 2019. Luật phát ngôn thù hận của Thụy Điển đã bị chỉ trích là "áp dụng có chọn lọc", vì chính quyền Thụy Điển đã từ chối truy tố một Halmstad imam, người năm 2015 gọi đồng tính luyến ái là "vi rút". Imam, một chiến binh thánh chiến nổi tiếng và ủng hộ ISIS, được chính quyền minh oan. Động thái này đã bị Liên bang Thụy Điển lên án vì quyền của người đồng tính nữ, đồng tính nam, song tính và chuyển giới, bày tỏ lo ngại rằng quan điểm của ông có thể lan rộng đến cộng đồng Hồi giáo rộng lớn ở Thụy Điển. Mohamed Omar, một blogger Hồi giáo, tuyên bố rằng kì thị trong cộng đồng Hồi giáo Thụy Điển là rất chính thống. Omar tuyên bố rằng "trong những năm là người Hồi giáo, tôi đã đến thăm một số nhà thờ Hồi giáo Thụy Điển từ Bắc tới Nam. Trong tất cả, chứng đồng tính luyến ái là bình thường. Tôi đã nghe những điều tồi tệ hơn "đồng tính luyến ái là một loại virus". Không có nhà thờ Hồi giáo, tôi nhắc lại [không], tôi đã gặp một giáo lý dung túng cho đồng tính luyến ái".

## Phong trào quyền LGBT ở Thụy Điển

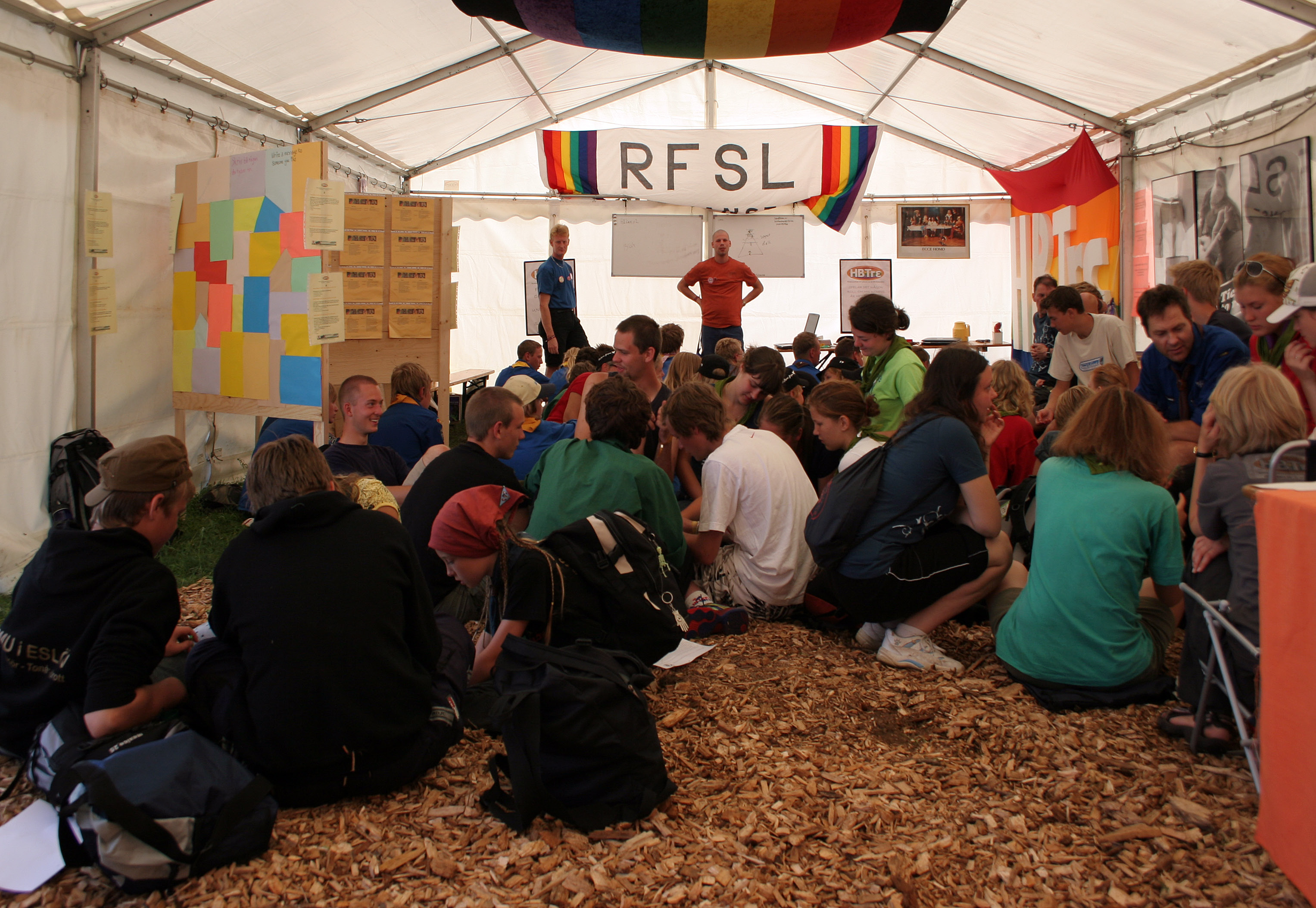
Liên đoàn Thụy Điển về quyền đồng tính nữ, đồng tính nam, song tính và chuyển giới (RFSL) tổ chức hội thảo tại Rinkaby

Liên đoàn Thụy Điển cho các quyền của người đồng tính nữ, đồng tính nam, song tính và chuyển giới (RFSL; Riksförbundet för homosexuellas, bisexuellas, transpersoners och queeras rättigheter), một trong những tổ chức LGBT lâu đời nhất thế giới, có nguồn gốc từ tháng 10 năm 1950 với tư cách là một chi nhánh Thụy Điển của Liên bang Đan Mạch năm 1948. Vào tháng 4 năm 1952, RFSL đã thông qua tên hiện tại của mình và tuyên bố là một tổ chức độc lập. Nó hiện có 28 chi nhánh trên khắp Thụy Điển, từ Piteå ở phía bắc đến Malmö ở phía nam, với hơn 6.000 thành viên.
RFSL hoạt động cho người LGBT thông qua vận động hành lang chính trị, phổ biến thông tin và tổ chức các hoạt động xã hội và hỗ trợ. Trên bình diện quốc tế, RFSL làm việc với ILGA và cũng hợp tác với các tổ chức LGBT khác ở các nước láng giềng. Liên đoàn điều hành các trung tâm tư vấn cho cả phụ nữ và nam giới ở Stockholm, Gothenburg và Malmö. Việc tư vấn dành cho những người cần nói về việc đi ra ngoài, tình dục, HIV/AIDS và các vấn đề sức khỏe khác, cũng như các mối quan hệ, cũng như những người cần hỗ trợ liên hệ với chính quyền và chăm sóc sức khỏe các tổ chức, hoặc những người cần hỗ trợ pháp lý, ví dụ, tị nạn và di chúc.
Thụy Điển thường được coi là một trong những quốc gia chấp nhận và chấp nhận LGBT nhất thế giới, với nhiều tổ chức và địa điểm khác nhau phục vụ người LGBT, luật pháp và chính sách hỗ trợ, và sự chấp nhận cao của xã hội và xã hội. Pháp luật liên quan đến hôn nhân, chống phân biệt đối xử và nhận con nuôi đều đã được sửa đổi trong những thập kỷ qua để áp dụng cụ thể cho người LGBT và các cặp đồng giới. Năm 2009, Thụy Điển trở thành quốc gia thứ bảy trên thế giới hợp pháp hóa hôn nhân đồng giới, sau Hà Lan, Bỉ, Tây Ban Nha, Canada, Nam Phi và Na Uy. Động thái này được hỗ trợ bởi các đảng trên toàn phổ chính trị, cũng như Nhà thờ Thụy Điển, nhà thờ cũ của nhà nước (ít hơn hai phần ba người Thụy Điển là thành viên). Cuộc thăm dò năm 2015 cho thấy người Thụy Điển là người ủng hộ thứ hai trong hôn nhân đồng giới trong Liên minh châu Âu với tỷ lệ 90%, sau Hà Lan ở mức 91%. Khả năng chịu đựng xã hội cao này đã cho phép người LGBT Thụy Điển công khai đồng tính, thành lập các hiệp hội khác nhau và "tận hưởng các quyền và nghĩa vụ như mọi người khác". Vào tháng 3 năm 2019, Thụy Điển được mệnh danh là điểm đến du lịch thân thiện với LGBT tốt nhất thế giới, cùng với Canada và Bồ Đào Nha. Láng giềng Na Uy, Đan Mạch, Iceland và Phần Lan đều được xếp hạng. Thụy Điển cũng tổ chức một số lễ hội niềm tự hào đồng tính mỗi năm. Stockholm Pride là lễ hội lớn nhất và lâu đời nhất, và được tổ chức hàng năm kể từ năm 1998. Sự kiện này thường có sự tham gia của nửa triệu khán giả, trong đó có khoảng 40.000 người tham gia tuần hành. Trong những năm sau đó, các lễ hội tự hào cũng đã được sắp xếp ở Gothenburg, Malmö và Uppsala, và các sự kiện tự hào địa phương cũng được tổ chức tại các cộng đồng nhỏ hơn, bao gồm Lund, Örebro, Halmstad và những người khác. Ngoài các lễ hội tự hào, các thành phố này còn tổ chức một loạt các câu lạc bộ đồng tính nam, quán bar, quán cà phê và các địa điểm khác.

## Bảng tóm tắt
| | Có/Không                     | Ghi chú                                                                              |
| Hoạt động tình dục đồng giới                                                                                                | Hoạt động tình dục đồng giới | Hoạt động tình dục đồng giới                                                         |
| --- | ---------------------------- | ------------------------------------------------------------------------------------ |
| Hoạt động tình dục đồng giới hợp pháp                                                                                       | No                           | Từ năm 1944                                                                          |
| Độ tuổi đồng ý (15) | Yes                          | Từ năm 1978                                                                          |
| Luật phân biệt đối xử |                              |                                                                                      |
| Luật chống phân biệt đối xử chỉ trong việc làm                                                                              | Yes                          | Từ năm 1987                                                                          |
| Luật chống phân biệt đối xử trong việc cung cấp hàng hóa và dịch vụ                                                         | Yes                          | Từ năm 1987                                                                          |
| Luật chống phân biệt đối xử trong tất cả các lĩnh vực khác (bao gồm phân biệt đối xử gián tiếp, ngôn từ kích động thù địch) | Yes                          | Từ năm 1987 cho xu hướng tình dục và từ năm 2019 cho danh tính của người chuyển giới |
| Luật chống phân biệt đối xử liên quan đến bản dạng giới                                                                     | Yes                          | Từ năm 2009                                                                          |
| Luật tội phạm thù hận bao gồm xu hướng tính dục và bản dạng giới                                                            | Yes                          | Từ năm 2010 cho xu hướng tình dục và từ năm 2018 cho danh tính của người chuyển giới |
| Hôn nhân đồng giới |                              |                                                                                      |
| Hôn nhân đồng giới | Yes                          | Từ năm 2009                                                                          |
| Công nhận các cặp đồng giới                                                                                                 | Yes                          | Từ năm 1995                                                                          |
| Con nuôi và đứa con chào đời                                                                                                |                              |                                                                                      |
| Con nuôi của các cặp vợ chồng đồng giới                                                                                     | Yes                          | Từ năm 2003                                                                          |
| Con nuôi chung của các cặp đồng giới                                                                                        | Yes                          | Từ năm 2003                                                                          |
| Truy cập IVF cho đồng tính nữ và làm cha mẹ tự động cho cả hai vợ chồng sau khi sinh                                        | Yes                          | Từ năm 2005                                                                          |
| Mang thai hộ thương mại cho các cặp đồng tính nam                                                                           | No                           | Bất hợp pháp cho các cặp vợ chồng dị tính cũng vậy                                   |
| Nghĩa vụ quân sự |                              |                                                                                      |
| Người LGBT được phép phục vụ công khai trong quân đội                                                                       | Yes                          | Từ năm 1976                                                                          |
| Khác |                              |                                                                                      |
| Quyền thay đổi giới tính hợp pháp                                                                                           | Yes                          | Từ năm 1972, không triệt sản từ năm 2013                                             |
| Liệu pháp chuyển đổi bị cấm ở trẻ vị thành niên                                                                             | No                           |                                                                                      |
| Đồng tính luyến ái được loại khỏi danh sách bệnh                                                                            | Yes                          | Từ năm 1979                                                                          |
| Danh tính của người chuyển giới được loại khỏi danh sách bệnh                                                               | Yes                          | Từ năm 2017                                                                          |
| NQHN được phép hiến máu | /                            | Sau thời gian trì hoãn 1 năm                                                         |